# 福屋
株式会社福屋（ふくや、英: Fukuya Co., Ltd.）は、広島県広島市中区に本社を置く百貨店、及びその百貨店事業を営む企業（株式会社）である。広島市の地域一番店である八丁堀本店や広島駅前店など、同市を地盤として事業展開している。

## 概要
- 1929年（昭和4年）、広島県で初の百貨店として創業した[1]。
- 原爆の被害を受けた八丁堀本店は、現存する数少ない被爆建造物である。
- 旗艦店となる八丁堀本店と広島駅前店の他に、佐伯区の五日市駅前にも中規模な支店がある。これら3店舗は日本百貨店協会に加盟している。
- その他、広島空港・広島県立美術館内にミニ店舗を持つ。また、地元企業に委託する形でのギフトショップを広島県、山口県、島根県に展開する。
- 店内で毎時00分に流れる福屋テーマソングは「ララ福屋」である（歌：森山良子、作詞 かしむら佐夜子、作曲 高井達雄）。1969年（昭和44年）10月1日に創業40周年記念としてこの曲が作られた。
- 三原駅前再開発事業（ペアシティ東館）の核店舗として出店の計画があったが、天満屋との競合に敗れ断念。ただし、出店した天満屋は2006年売上の低迷から撤退に追い込まれており、結果的には出店後の損失を回避することができたともいえる。なお、三原市にはギフトショップを出店していたが、三原天満屋の撤退の頃に閉店している。
- かつて外国車ボルボの代理店業務も行っていた（2013年に広島マツダに売却）。
- かつて屋上遊園地があった[4]。

## 店舗

### 主要店舗
- 八丁堀本店
  - 店舗面積28,620m2[1]。
  - 本店南館
  - 本店別館
- 広島駅前店（エールエールA館）
  - 店舗面積40,825m2。

### 中規模小規模店舗
- 五日市福屋（1984年（昭和54年）11月開店[1]、広島市佐伯区[5]）

店舗面積4,791m2。
- 呉店（1978年（昭和53年）7月開店[1]、広島県呉市[1]）

店舗面積1,411m2。
- 西条店（1986年（昭和61年）6月開店[1]、広島県東広島市[1]）

店舗面積924m2。以前は西条プラザ内に出店していた。
- 焼山店（1994年（平成6年）10月開店[5]、広島県呉市[5]）

店舗面積1,747m2。
- 福屋空港ショップ（広島空港内）
- ミュージアムショップ（広島県立美術館内）

### 過去に存在した店舗
- 可部店（1985年（昭和60年）10月開店[1] - ?閉店、広島市安佐北区[1]）

店舗面積492m2。
- 高陽店（1987年（昭和62年）6月開店[1] - ?閉店、広島市安佐北区[1]）

店舗面積492m2。
- 沼田店（1992年（平成4年）5月開店[1] - ?閉店、広島市安佐南区[5]）

店舗面積266m2。
- 安古市ギフトショップ（1984年（昭和54年）11月開店[1] - ?閉店、広島市安佐南区[1]）

店舗面積136m2。
- 廿日市ギフトショップ（1986年（昭和61年）4月開店[1] - ?閉店、広島県廿日市市[1]）

店舗面積240m2。
- 竹原店（1985年（昭和60年）4月開店[1] - 2013年1月20日閉店[6]、広島県竹原市[1]）

店舗面積445m2。
- 宮内店（1991年（平成3年）6月開店[5] - 2019年8月31日閉店[7]、広島県廿日市市[5]）

店舗面積627m2。
- 大竹店（1992年（平成4年）6月開店 - 2020年8月30日閉店[8]・広島県大竹市）

店舗面積616m2。
- 広島赤十字福屋売店（広島赤十字・原爆病院内）
- 福屋食品館 FRED - 2021年（令和3年）に閉店し、現在はユアーズ幟町店になっている[9]。
- 浜田店（1993年（平成5年）11月開店[5] - 2022年1月30日閉店、島根県浜田市[5]）

店舗面積488m2
- 尾道福屋（1994年（平成4年）10月開店 - 2024年1月14日閉店、広島県尾道市[10]）
- 三次店（1982年（昭和57年）12月開店 - 2024年8月11日閉店、広島県三次市）
- 岩国店（1979年（昭和54年）11月開店[1] - 2025年1月13日[11]、山口県岩国市[1]）

店舗面積974m2。

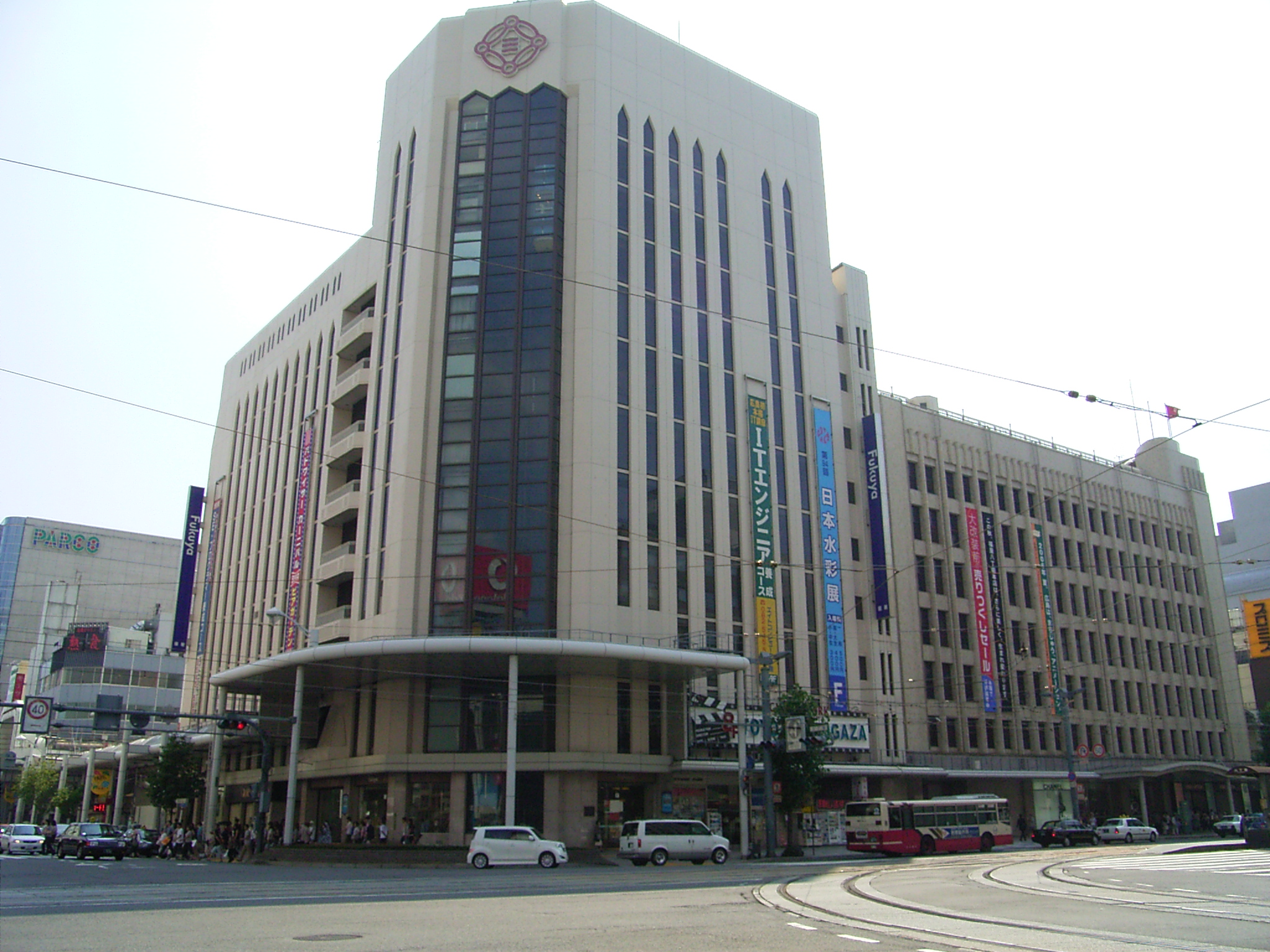
福屋八丁堀本店・東館
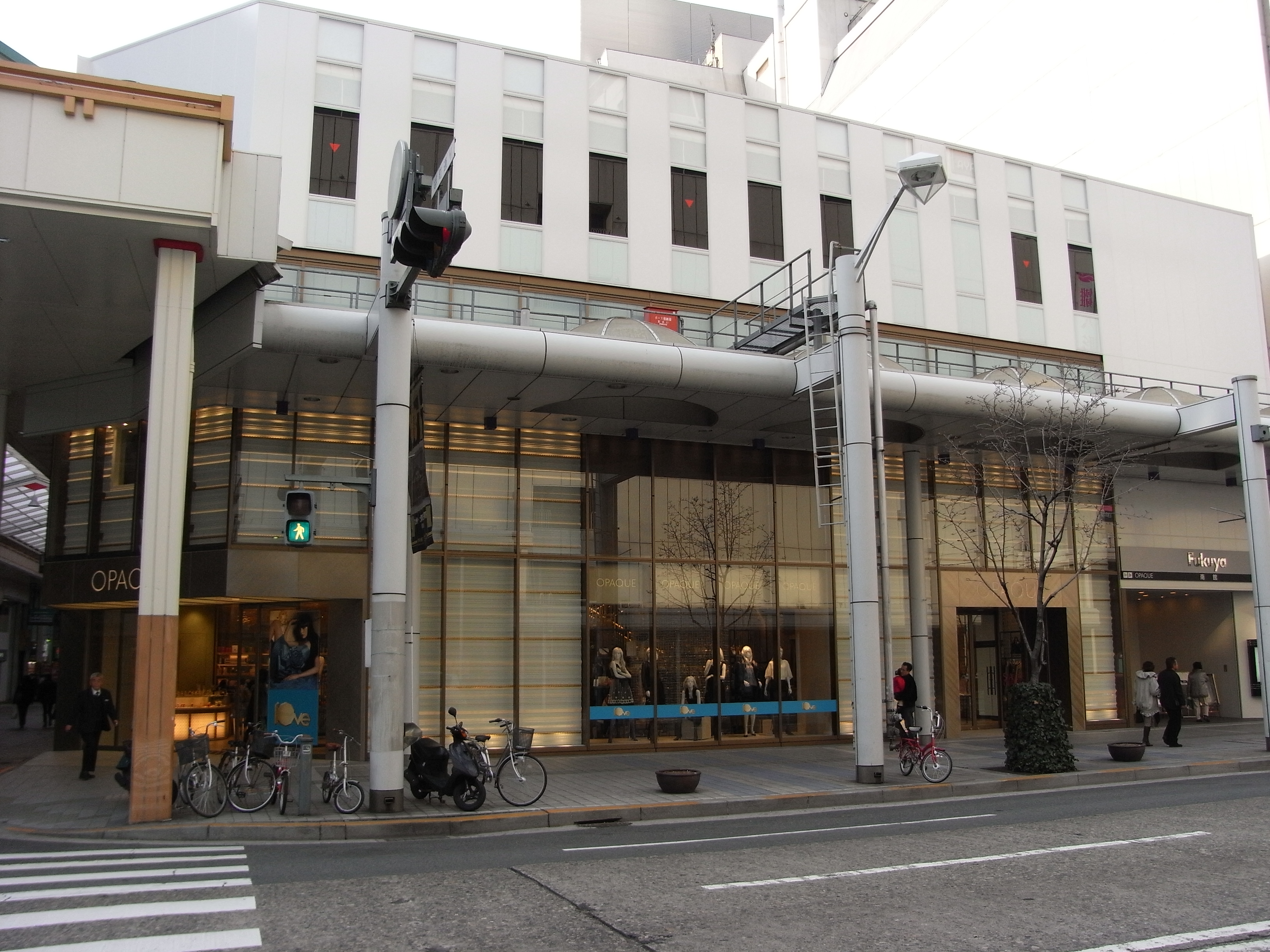
福屋八丁堀本店・南館
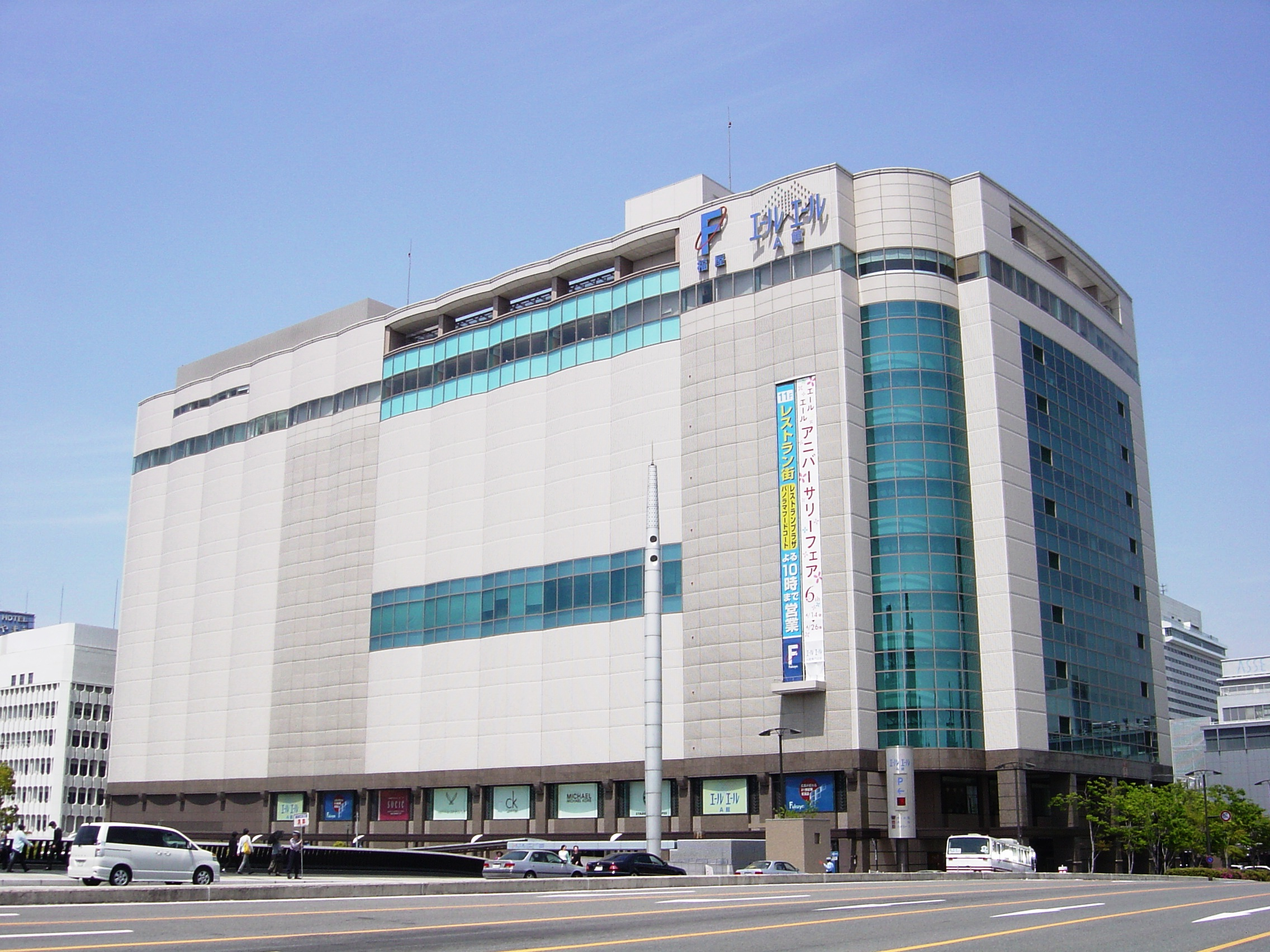
福屋広島駅前店
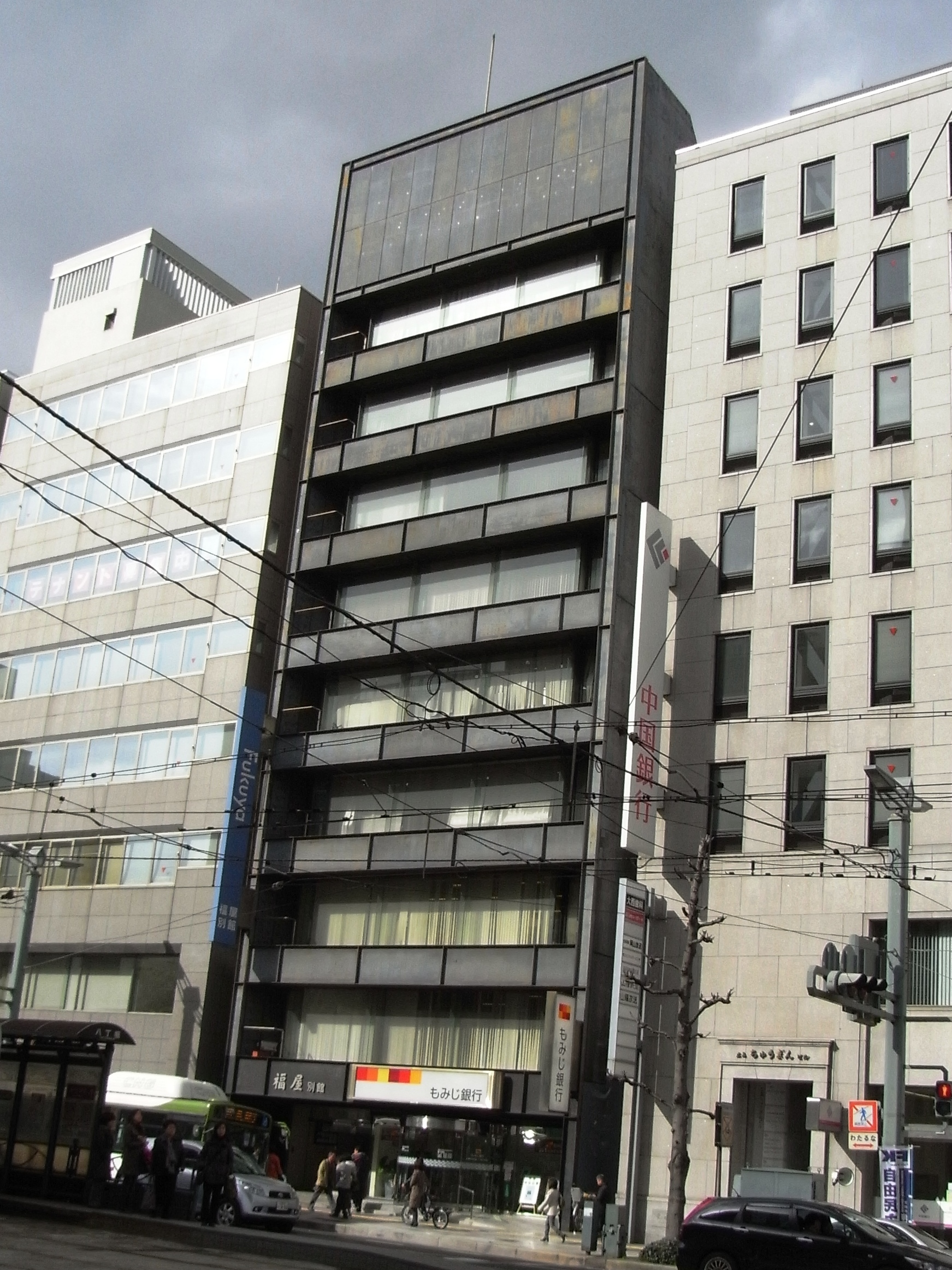
福屋八丁堀本店・別館